# Saint-martini labdarúgó-válogatott
A saint-martini labdarúgó-válogatott Franciaország tengeren túli területéhez, Guadeloupe-hoz tartozó sziget francia felének labdarúgócsapata, amelyet a saint-martini labdarúgó-szövetség (franciául: Comité de Football des Îles du Nord) irányít. Mivel Guadeloupe, így Saint-Martin is Franciaország része, nem lehet a Nemzetközi Labdarúgó-szövetség tagja, így nem indulhat a labdarúgó-világbajnokság tornáin sem. A CONCACAF-tag nemzet labdarúgó-válogatottja 2001 óta vesz részt a CONCACAF-aranykupa selejtezőin, ahonnan továbbjutniuk még nem sikerült.

## Korábbi mérkőzések 2023-ban
| Dátum            | Helyszín           |              | Ellenfél           | Eredmény |            |
| ---------------- | ------------------ | ------------ | ------------------ | -------- | ---------- |
| 2023. január 29. | Trinidad és Tobago | Saint-Martin | Trinidad és Tobago | 0 - 2    | Barátságos |
| 2023. március 4. | Anguilla           | Saint-Martin | Anguilla           | 2 - 2    | Barátságos |

## Következő mérkőzések
Nincs pontos időpontra lekötött mérkőzésük.

## CONCACAF-aranykupa-szereplés
- 1991 – 2000: Nem indult.
- 2002 – 2007: Nem jutott be.

## Lásd még
- Sint Maarten-i labdarúgó-válogatott